# Grietje Oosterhof
Grietje Lukkes-Oosterhof (Oldeholtpade, 1944) was een kortebaanschaatsster uit Wolvega.
Grietje Oosterhof werd op 29 december 1962 in Leeuwarden kampioen van het gewest Fryslân, als opvolgster van Martha Wieringa. Naast een medaille bestond de prijs uit de gouden broche. Ze herhaalde dat op 21 januari 1964 in Grouw. De derde keer dat zij Fries Kampioen werd was in Leeuwarden, op 13 januari 1966.
Op 22 februari 1964 werd Grietje Oosterhof Nederlands Kampioene Kortebaan op de Drentse ijsbaan Aol Gloep in Vries. De tweede plek was voor haar latere vriendin Jantje Tienkamp. Na haar huwelijk in 1965 werd zij als Grietje Lukkes-Oosterhof in Dokkum op 9 januari 1966 nogmaals Nederlands Kampioene. Zij deed dit met een totaaltijd voor drie ronden van 46,85 sec. voor Rinske Zeinstra Op 6 maart 1970 werd ze voor de derde keer Nederlands Kortebaankampioene, nu op de ijsbaan van Heerenveen.
Grietje Lukkes-Oosterhof reed in 1986 en 1997 de Elfstedentocht. Haar naam is opgenomen in het Elfstedenmonument.
In de zomer speelde zij korfbal bij VIOS in Nijeholtpade.